# Marder III
Als Marder III (Sd.Kfz. 138 und Sd.Kfz. 139) werden die im Zweiten Weltkrieg von der Wehrmacht eingesetzten Panzerjäger bezeichnet, welche auf dem Fahrgestell des Panzerkampfwagens 38 (t) basierten.

## Geschichte
Wie alle Fahrzeuge der Marder-Reihe waren sie ein Provisorium, um den Mangel an beweglichen Panzerabwehrwaffen auszugleichen. Der Marder III wurde in drei Hauptvarianten gebaut, die auf unterschiedlichen Ausführungen des Fahrwerks des Panzerkampfwagen 38(t) aufbauten.

### Marder III Sd.Kfz. 139

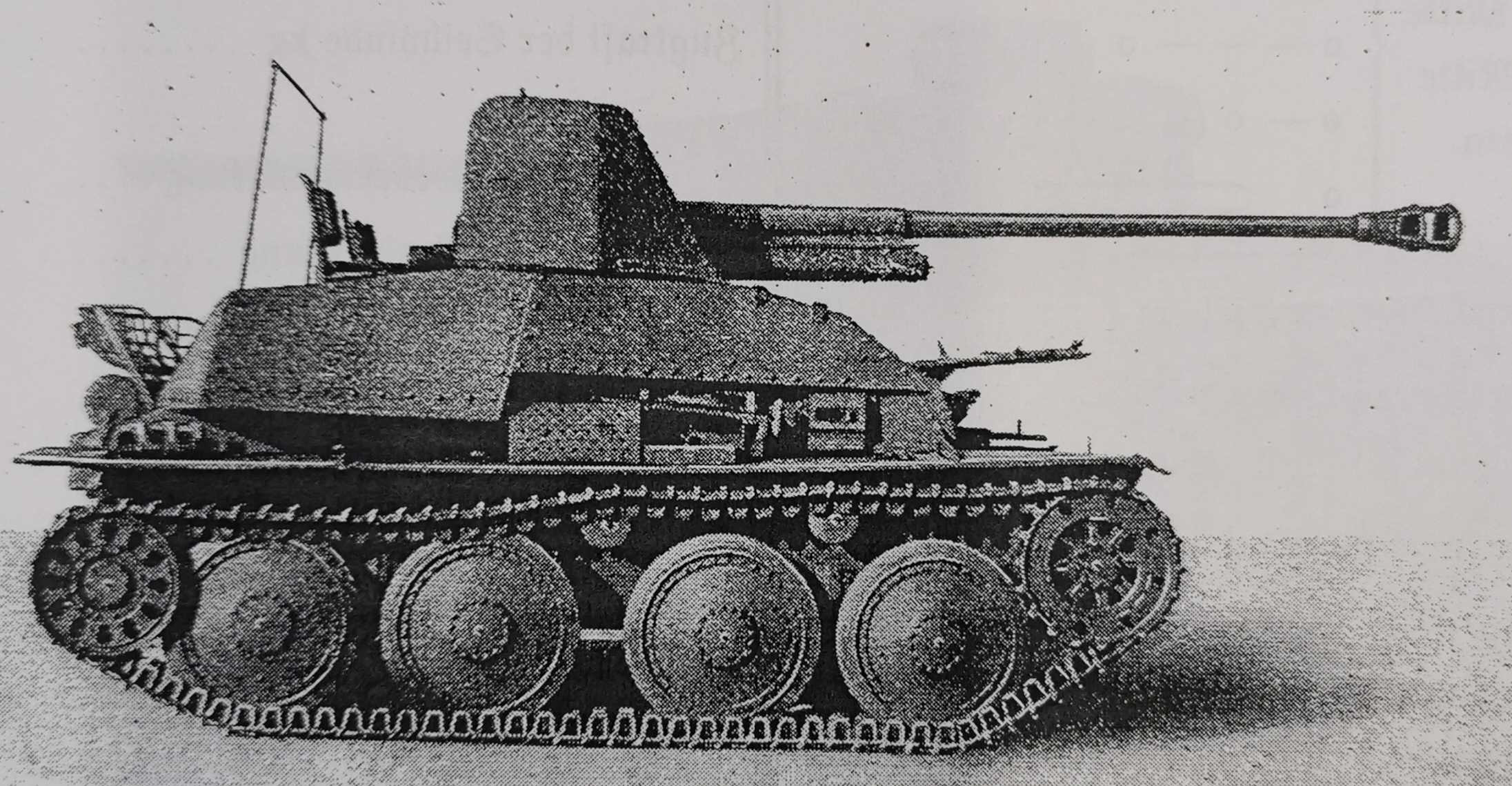
Marder III (7,62cm) wie in der Dienstvorschrift abgebildet

In der ersten Baureihe, zuerst als Panzerjäger 38(t) für 7,62 cm PaK 36 bezeichnet, wurde die in großen Stückzahlen erbeutete Waffe der sowjetische 7,62-cm-Feldkanone F-22 auf die unveränderte Wanne des Panzer 38(t) gesetzt. Das Geschütz wurde umgearbeitet, unter anderem wurde die Ladungskammer verlängert, um mit der stärkeren Treibladung der PaK 40 eine höhere Mündungsgeschwindigkeit zu erreichen. Aufgrund der Bauweise war das Fahrzeug sehr hoch. Die Geschützmannschaft hatte ihre Position über dem Motorraum am Heck, wo sie nur schwach geschützt war und es nach oben und hinten keinen Panzerschutz gab. Ursprünglich für die Ostfront konzipiert, wurde das Fahrzeug kurzfristig auch an das Deutsche Afrikakorps ausgeliefert. Die britischen Truppen waren vom Marder III derart beeindruckt, dass sie glaubten, es mit der 8,8-cm-Flak zu tun zu haben. Es wurden 30 Schuss Munition mitgeführt. 344 Fahrzeuge wurden von April bis November 1942 gebaut.
Das Fahrzeug ist auf dem deutschen Kennblatt 291 beschrieben. Neben dem Fahrer wird eine Besatzung von 3 Mann angegeben.

### Marder III Sd.Kfz. 138

#### Marder III Ausf. H
Die spätere Variante Marder III Ausf. H erhielt, wie viele Marder II, eine deutsche 7,5-cm-PaK 40 als Hauptwaffe. Die Konstruktion der Schutzpanzerung für das Geschütz wurde konstruktiv verbessert und zur Seite hin deutlich vergrößert. Ebenfalls konnte der Kampfraum etwas tiefergelegt werden. Es wurden 38 Schuss Munition mitgeführt. 275 Fahrzeuge wurden von November 1942 bis April 1943 gebaut, weitere 175 Fahrzeuge wurden aus zur Instandsetzung zurückgeführten Panzer 38(t) umgebaut.
Das Fahrzeug ist auf dem deutschen Kennblatt 293 beschrieben. Als Bewaffnung ist die 7,5-cm-Pak 40/3 angegeben. Auf dem Kennblatt ist nur eine Besatzung von 3 Mann (Fahrer + 2 Besatzung) angegeben.

#### MarderIII Ausf.M

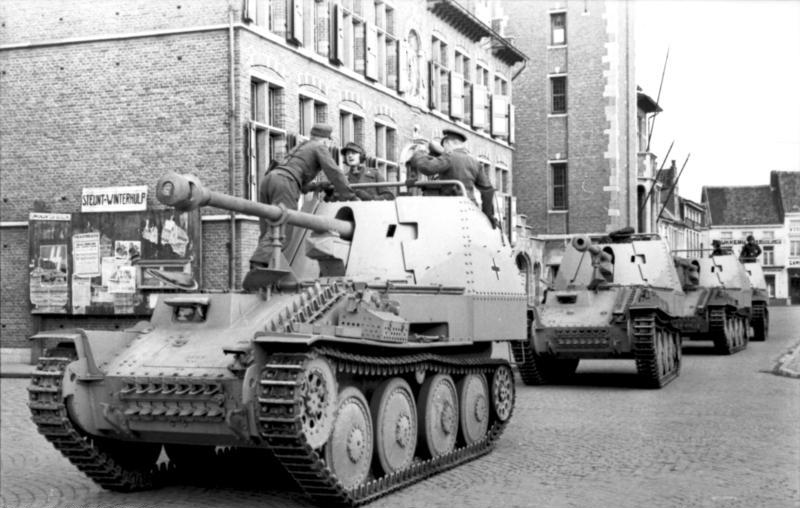
Kolonne von Marder III Ausf. M im Westen, etwa 1943/44

Für die letzte Produktionsserie wurde das nun speziell für Selbstfahrlafetten umgestaltete Fahrgestell des Panzer 38(t) Ausf. M verwendet. Der Motor wurde in die Mitte und der Kampfraum auf den Boden im hinteren Teil der Wanne verlegt. So wurde auch der Splitterschutz für die Mannschaft verbessert, da der Kampfraum nun hinten geschlossen war, nach oben war er allerdings immer noch offen. Die umgestaltete Fahrerfront bot zudem einen besseren Schutz gegen Beschuss. Es wurden 27 Schuss Munition mitgeführt.
Mit 942 Stück war das nun Marder III Ausf. M genannte Fahrzeug die meistgebaute Version der Marder-Reihe und erwies sich beim Einsatz an allen Fronten als effektiver, aber verwundbarer Panzerjäger. Die Fertigung der Ausf. M lief von Mai 1943 bis Mai 1944, danach wurde die Produktion auf den effektiveren und besser gepanzerten Jagdpanzer 38 umgestellt, der ebenfalls auf dem Chassis des Panzer 38(t) basierte.

## Technische Daten
- Bewaffnung:

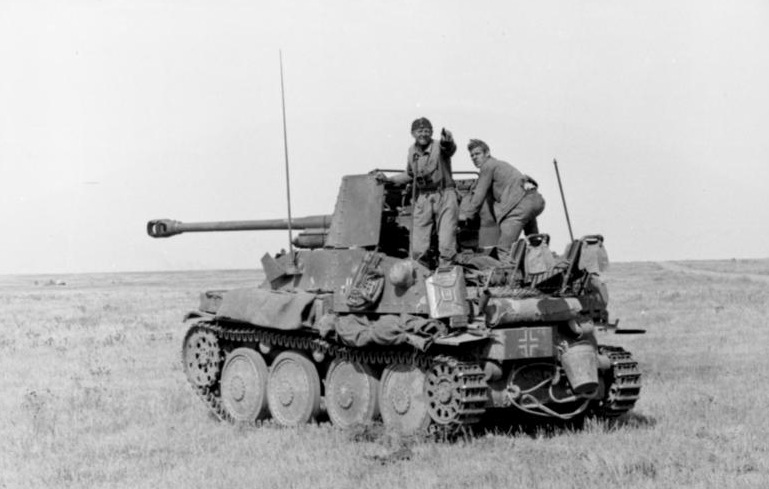
Marder III (Sd.Kfz. 139) an der Ostfront

  - 7,62-cm-PaK 36 (Sd.Kfz. 139) bzw. 7,5-cm-PaK 40/3 L/46 (Sd.Kfz. 138 Ausf. H und M)
  - 7,92-mm-MG 37(t) (bis Ausf.H) bzw. 7,92-mm-MG 34 (Ausf. M)
- Motor: Sechszylinder-Reihenmotor Praga EPA TZJ mit 150 PS